# اوبرشلتنباخ
اوبرشلتنباخ (به آلمانی: Oberschlettenbach) یک شهر در آلمان است که در زودلیشه واینشتراسه واقع شده‌است. اوبرشلتنباخ ۱۳۱ نفر جمعیت دارد.